# Monnaie de siège
Pour les articles homonymes, voir Monnaie (homonymie) et siège.

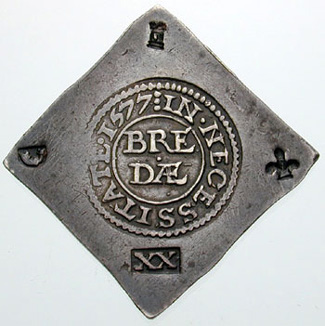
Une monnaie du siège de Bréda 1577.

Une monnaie de siège est une monnaie frappée en temps de guerre ou de siège en peu d'exemplaires pour limiter la perte des liquidités et pouvoir donner un salaire aux habitants. Cette frappe spéciale est d'autant plus nécessaire que les habitants sous le siège ont tendance à thésauriser la monnaie antérieure.
Le terme technique utilisé en numismatique pour désigner la monnaie de siège est monnaie obsidionale (du latin obsidionalis « de siège »).
Les premières monnaies de siège attestées apparaissent au siège de Pavie en 1524.

## Siège de Nice (1543)
Lors du siège de Nice qui se déroule durant l'été 1543, l'atelier monétaire de la ville est fermé. Le gouverneur de la ville, André de Montfort, décide de récolter tout l'or et l'argent disponibles pour battre monnaie. On bat un écu d'or obsidional et un teston obsidional. Ces deux monnaies font explicitement référence au siège avec leur légende de revers identique NIC A TVRC ET GAL OBS (Nice assiégée par les Turcs et les Français).

## Siège de Leyde
En 1574, les habitants de la ville de Leyde, aux Pays-Bas, assiégés par les Espagnols  utilisèrent du papier en guise de monnaie, car il n'y avait plus de métal et que même le cuir était bouilli pour éviter la famine. Peu après le siège, les pièces de papier furent converties en argent. Les matrices pour ces pièces de papier furent fabriquées par un orfèvre local et sont encore conservées au musée municipal de Leyde ou Museum De Lakenhal; elles sont de forme identique aux matrices à pièces métalliques.

## Première Révolution anglaise
Au cours de la première Révolution anglaise (1642-1651) entre les forces loyales à Charles I et les forces parlementaires, les villes étaient souvent en état de siège et sans argent valable. Pour résoudre ces crises, des pièces d'argenterie furent découpées et estampillées comme monnaie  de siège.

## Siège de Mayence
Il n'y a parfois qu'une émission, comme lors du siège de Mayence en 1793, où le général français d’Oyré fut bloqué par l’armée prussienne. Pendant ce siège, quatre pièces furent frappées : 1 sol, 2 sols, une autre 2 sols et 5 sols. Ce sont toutes des pièces en bronze, gravées par Jacques Stieler. Leur poids n'est pas constant : il est compris entre 6,5 et 7,5 g.

## Siège d'Anvers

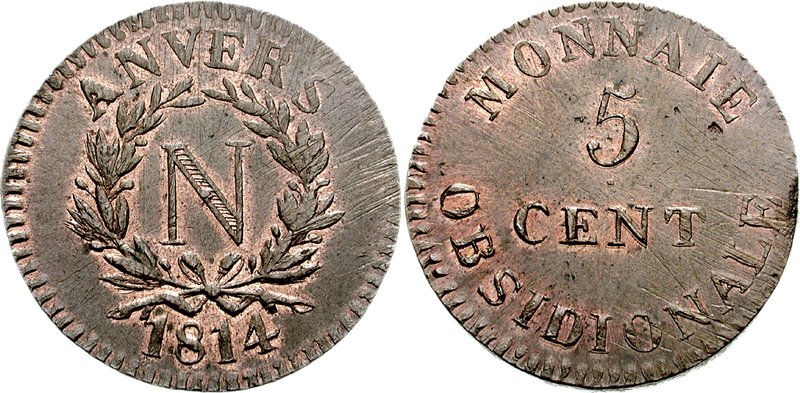
Cinq centimes

Tout au contraire, le siège d'Anvers, en 1814, où les troupes napoléoniennes défendaient la ville, les chantiers navals et l'arsenal de la marine, donne lieu à beaucoup d'émissions de pièces obsidionales afin de répondre à la pénurie de numéraire. Neuf types de 5 centimes au monogramme N de Napoléon sont frappées, notamment par Jean Louis Gagnepain, médailleur et graveur. Les pièces sont généralement frappées en bronze ou cuivre rouge mais il existe également des essais très rares en laiton, en plomb et en argent.
Après l'abdication de Napoléon le 6 avril et la mise sur le trône de Louis XVIII, le gouverneur de la place d'Anvers, le général Lazare Carnot fait remplacer le monogramme N par deux lettres LL entrelacées. On frappe au total cinq types de 5 centimes au monogramme LL.
Pour les pièces de 10 centimes, le nombre des types sont de dix types au monogramme N et sept types au monogramme avec deux lettres LL entrelacées.

## Siège de Mafeking
Pendant la guerre des Boers, la ville de Mafeking, où était stationnée une garnison britannique, a été assiégée par les Boers pendant 31 semaines. Le colonel Robert Baden-Powell, futur fondateur du scoutisme, commandait les troupes anglaises. Pour faire tourner l’économie de la ville, il fallait une monnaie. Le colonel fit imprimer une monnaie de siège au moyen d’un maillet de croquet, taillé pour servir à l'estampage du papier. Cette monnaie de papier devait être utilisée seulement pendant le siège et échangée ensuite contre de la monnaie légale une fois les opérations terminées. 
Chaque fois qu'une série  de billets était mise en circulation, le trésorier militaire déposait en contrepartie un chèque d'un montant équivalant à la valeur de l'émission auprès de la succursale de Mafeking de la Standard Bank of South Africa. Lorsque le siège fut levé, beaucoup de gens préférèrent garder leurs billets de 1 £, les conservant en souvenir.

## Caractéristiques
Du fait de la constitution d'un atelier monétaire d'urgence, les monnaies obsidionales sont souvent de facture fruste. Parfois il ne s'agit que d'estampage uniface de carrés de métal (bronze ou argent) découpés à la cisaille et frappés d'un motif spécial. 
Dans d'autres cas, le reste des monnaies courantes reçoivent une contre-marque car le siège provoque une forte inflation et les autorités sont obligées de modifier la valeur faciale du numéraire.
Plus rarement, la ville assiégée étant dotée d'un atelier monétaire officiel, celui-ci peut produire des monnaies d'une facture semblables à la circulation nationale mais de valeur faciale modifiée.
- monnaie frappée en peu de temps, parfois en beaucoup de variétés, mais pour peu de valeurs (5 et 10 c à Anvers, trois valeurs à siège de Mayence (1793))
- métal : souvent le bronze, mais parfois le métal issu de la refonte des pièces précédentes, ou d'objets divers (bronze, laiton, argent, etc)
- poids et caractéristiques physiques inconstantes car les outils utilisés sont primaires.